# Какая чудная игра
«Какая чудная игра» — российский художественный фильм (драма) режиссёра Петра Тодоровского.
Фильм снят по мотивам реальных событий, произошедших с актёром Николаем Рыбниковым. В реальности участников розыгрыша не расстреляли и не посадили, а хотели только исключить из комсомола и института, но руководство вуза воспротивилось, и они отделались выговором.
Совместное производство: «Круг», Роскомкино, ТО ТПФ «Мирабель», при участии МНВК «ТВ-6 — Москва», «Русская кинокомпания».

## Сюжет
Начало 1950-х годов. Москва. В загородном общежитии института искусств живут весело, хотя и впроголодь, студенты, которые талантливы, изобретательны, склонны к импровизации и различным розыгрышам, в том числе имеющим политическую окраску. Самым небезобидным оказывается розыгрыш, при котором студент Рыбкин, подражая голосу диктора Юрия Левитана, объявляет по радио об отмене прописки, о невероятном снижении цен на товары, введении свободы слова и вероисповедания, разрешении свободного выезда за границу и др. За это четверо студентов, причастных к данному розыгрышу, были арестованы.

## В ролях
- Андрей Ильин — Феликс Раевский
- Геннадий Назаров — Коля Рыбкин
- Денис Константинов — Федя Гриневич
- Геннадий Митник — Элизбар Радчанинов (озвучивает Сергей Чекан)
- Елена Яковлева — Вера Маркелова
- Лариса Удовиченко — Софья Абрамовна
- Николай Бурляев — Михаил Михайлович
- Юрий Кузнецов — Филимон Семёнович
- Мария Шукшина — Оля
- Дарья Волга — Юля
- Елена Котихина — любовница Михаила Михайловича
- Дмитрий Марьянов — Лёва
- Алексей Золотницкий — капитан госбезопасности
- Анатолий Федоренко — Володя
- Валентина Березуцкая — контролёрша в электричке
- Ольга Блок-Миримская — бывшая жена Михаила Михайловича
- Михаил Дорожкин — Юрий Шевцов
- Александр Олешко — кларнетист
- Нина Агапова — преподаватель английского языка
- Максим Коновалов — студент

## Съёмочная группа
- Автор сценария: Пётр Тодоровский
- Режиссёр: Пётр Тодоровский
- Оператор: Юрий Райский
- Художник: Валентин Коновалов
- Композитор: Игорь Кантюков, Пётр Тодоровский

## Награды
- 1996 — Международный кинофестиваль в Женеве — приз «Титра-фильм» (Пётр Тодоровский)
- 1996 — Приз «Зелёное яблоко — золотой листок» за лучшую мужскую роль (Геннадий Назаров)
- 1995 — Кинофестиваль «Киношок» в Анапе:
  - приз за лучшую режиссуру (Пётр Тодоровский)
  - приз жюри дистрибьюторов (Пётр Тодоровский)